# 6 Heures de Fuji 2015
Navigation
Édition précédente Édition suivante
Les 6 Heures de Fuji 2015 se déroulent dans le cadre du Championnat du monde d'endurance FIA 2015, le 11 octobre 2015 sur le Fuji Speedway à Oyama au Japon. Elles sont remportées par la Porsche 919 Hybrid du Porsche Team, pilotée par Timo Bernhard, Brendon Hartley et Mark Webber, qui s'était élancée en tête.

## Circuit

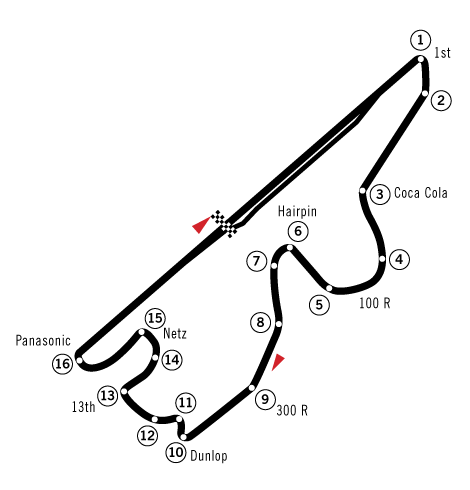
Le Fuji Speedway, cadre des 6 Heures de Fuji 2015.

Les 6 Heures de Fuji 2015 se déroulent sur le Fuji Speedway, circuit situé au Japon. Il est composé d'une longue ligne droite de 1,5 km ainsi que de 16 virages, certains étant franchis à basse vitesse comme la chicane Dunlop. Ce circuit est célèbre car il a accueilli la Formule 1.

## Qualifications
Voici le classement officiel au terme des qualifications. Les premiers de chaque catégorie sont signalés par un fond jauni.
| Position | Catégorie | Équipe                           | Temps          | Grille |
| -------- | --------- | -------------------------------- | -------------- | ------ |
| 1        | LMP1      | No. 17 Porsche Team              | 1 min 22 s 763 | 1      |
| 2        | LMP1      | No. 18 Porsche Team              | 1 min 23 s 071 | 2      |
| 3        | LMP1      | No. 7 Audi Sport Team Joest      | 1 min 23 s 082 | 3      |
| 4        | LMP1      | No. 8 Audi Sport Team Joest      | 1 min 23 s 245 | 4      |
| 5        | LMP1      | No. 1 Toyota Racing              | 1 min 25 s 072 | 5      |
| 6        | LMP1      | No. 2 Toyota Racing              | 1 min 25 s 327 | 6      |
| 7        | LMP1      | No. 13 Rebellion Racing          | 1 min 28 s 492 | 7      |
| 8        | LMP1      | No. 12 Rebellion Racing          | 1 min 28 s 641 | 8      |
| 9        | LMP1      | No. 4 Team ByKolles              | 1 min 30 s 740 | 9      |
| 10       | LMP2      | No. 26 G-Drive Racing            | 1 min 31 s 529 | 10     |
| 11       | LMP2      | No. 28 G-Drive Racing            | 1 min 31 s 750 | 11     |
| 12       | LMP2      | No. 43 Team SARD Morand          | 1 min 32 s 163 | 12     |
| 13       | LMP2      | No. 47 KCMG                      | 1 min 32 s 275 | 13     |
| 14       | LMP2      | No. 36 Signatech Alpine          | 1 min 32 s 483 | 14     |
| 15       | LMP2      | No. 30 Extreme Speed Motorsports | 1 min 32 s 558 | 15     |
| 16       | LMP2      | No. 42 Strakka Racing            | 1 min 33 s 490 | 16     |
| 17       | LMP2      | No. 31 Extreme Speed Motorsports | 1 min 34 s 892 | 17     |
| 18       | LMGTE Pro | No. 71 AF Corse                  | 1 min 38 s 295 | 18     |
| 19       | LMGTE Pro | No. 51 AF Corse                  | 1 min 38 s 403 | 19     |
| 20       | LMGTE Pro | No. 99 Aston Martin Racing       | 1 min 38 s 540 | 20     |
| 21       | LMGTE Pro | No. 91 Porsche Team Manthey      | 1 min 38 s 751 | 21     |
| 22       | LMGTE Pro | No. 92 Porsche Team Manthey      | 1 min 38 s 864 | 22     |
| 23       | LMGTE Pro | No. 97 Aston Martin Racing       | 1 min 38 s 979 | 23     |
| 24       | LMGTE Pro | No. 95 Aston Martin Racing       | 1 min 39 s 028 | 24     |
| 25       | LMGTE Am  | No. 72 SMP Racing                | 1 min 40 s 128 | 25     |
| 26       | LMGTE Am  | No. 98 Aston Martin Racing       | 1 min 40 s 442 | 26     |
| 27       | LMGTE Am  | No. 83 AF Corse                  | 1 min 40 s 516 | 27     |
| 28       | LMGTE Am  | No. 77 Dempsey Racing-Proton     | 1 min 41 s 055 | 28     |
| 29       | LMGTE Am  | No. 96 Aston Martin Racing       | 1 min 41 s 181 | 29     |
| 30       | LMGTE Am  | No. 88 Abu Dhabi-Proton Racing   | 1 min 48 s 415 | 30     |
| –        | LMGTE Am  | No. 50 Larbre Compétition        | Pas de temps   | 31     |

Note : La N°50 Larbre Compétition, après avoir signé la pole position, a été déclassée et s'élancera en fin de grille à la suite d'une non-conformité de la soupape de sécurité du réservoir d’essence.

## Course
La course s'est déroulée sur piste humide, amenant notamment à un accident entre KCMG et G-Drive Racing.

## Résultats
Voici le classement officiel au terme de la course.
- Les vainqueurs de chaque catégorie sont signalés par un fond jauni.
- Pour la colonne Pneus, il faut passer le curseur au-dessus du modèle pour connaître le manufacturier de pneumatiques.

| Position | Catégorie | n° | Équipe                    | Pilotes                                               | Châssis                        | Pneus | Tours |
| Position | Catégorie | n° | Équipe                    | Pilotes                                               | Moteur                         | Pneus | Tours |
| -------- | --------- | -- | ------------------------- | ----------------------------------------------------- | ------------------------------ | ----- | ----- |
| 1        | LMP1      | 17 | Porsche Team              | Timo Bernhard Brendon Hartley Mark Webber             | Porsche 919 Hybrid             | M     | 216   |
| 1        | LMP1      | 17 | Porsche Team              | Timo Bernhard Brendon Hartley Mark Webber             | Porsche 2.0 L Turbo V4         | M     | 216   |
| 2        | LMP1      | 18 | Porsche Team              | Marc Lieb Romain Dumas Neel Jani                      | Porsche 919 Hybrid             | M     | 216   |
| 2        | LMP1      | 18 | Porsche Team              | Marc Lieb Romain Dumas Neel Jani                      | Porsche 2.0 L Turbo V4         | M     | 216   |
| 3        | LMP1      | 7  | Audi Sport Team Joest     | André Lotterer Marcel Fässler Benoît Tréluyer         | Audi R18 e-tron quattro        | M     | 215   |
| 3        | LMP1      | 7  | Audi Sport Team Joest     | André Lotterer Marcel Fässler Benoît Tréluyer         | Audi TDI 4.0 L Turbo Diesel V6 | M     | 215   |
| 4        | LMP1      | 8  | Audi Sport Team Joest     | Loïc Duval Lucas di Grassi Oliver Jarvis              | Audi R18 e-tron quattro        | M     | 214   |
| 4        | LMP1      | 8  | Audi Sport Team Joest     | Loïc Duval Lucas di Grassi Oliver Jarvis              | Audi TDI 4.0 L Turbo Diesel V6 | M     | 214   |
| 5        | LMP1      | 1  | Toyota Racing             | Anthony Davidson Sébastien Buemi Kazuki Nakajima      | Toyota TS040 Hybrid            | M     | 214   |
| 5        | LMP1      | 1  | Toyota Racing             | Anthony Davidson Sébastien Buemi Kazuki Nakajima      | Toyota 3.7 L V8                | M     | 214   |
| 6        | LMP1      | 2  | Toyota Racing             | Alexander Wurz Stéphane Sarrazin Mike Conway          | Toyota TS040 Hybrid            | M     | 203   |
| 6        | LMP1      | 2  | Toyota Racing             | Alexander Wurz Stéphane Sarrazin Mike Conway          | Toyota 3.7 L V8                | M     | 203   |
| 7        | LMP1      | 12 | Rebellion Racing          | Nicolas Prost Mathias Beche                           | Rebellion R-One                | M     | 203   |
| 7        | LMP1      | 12 | Rebellion Racing          | Nicolas Prost Mathias Beche                           | AER P60 2.4 L Turbo V6         | M     | 203   |
| 8        | LMP1      | 4  | Team ByKolles             | Simon Trummer Pierre Kaffer                           | CLM P1/01                      | M     | 199   |
| 8        | LMP1      | 4  | Team ByKolles             | Simon Trummer Pierre Kaffer                           | AER P60 2.4 L Turbo V6         | M     | 199   |
| 9        | LMP2      | 26 | G-Drive Racing            | Roman Rusinov Julien Canal Sam Bird                   | Ligier JS P2                   | D     | 198   |
| 9        | LMP2      | 26 | G-Drive Racing            | Roman Rusinov Julien Canal Sam Bird                   | Nissan VK45DE 4.5 L V8         | D     | 198   |
| 10       | LMP2      | 36 | Signatech Alpine          | Nelson Panciatici Paul-Loup Chatin Vincent Capillaire | Alpine A450b                   | D     | 198   |
| 10       | LMP2      | 36 | Signatech Alpine          | Nelson Panciatici Paul-Loup Chatin Vincent Capillaire | Nissan VK45DE 4.5 L V8         | D     | 198   |
| 11       | LMP2      | 28 | G-Drive Racing            | Gustavo Yacamán Ricardo González Pipo Derani          | Ligier JS P2                   | D     | 197   |
| 11       | LMP2      | 28 | G-Drive Racing            | Gustavo Yacamán Ricardo González Pipo Derani          | Nissan VK45DE 4.5 L V8         | D     | 197   |
| 12       | LMP2      | 30 | Extreme Speed Motorsports | Scott Sharp Ryan Dalziel David Heinemeier Hansson     | Ligier JS P2                   | D     | 194   |
| 12       | LMP2      | 30 | Extreme Speed Motorsports | Scott Sharp Ryan Dalziel David Heinemeier Hansson     | Honda HR28TT 2.8 L Turbo V6    | D     | 194   |
| 13       | LMGTE Pro | 51 | AF Corse                  | Gianmaria Bruni Toni Vilander                         | Ferrari 458 Italia GT2         | M     | 193   |
| 13       | LMGTE Pro | 51 | AF Corse                  | Gianmaria Bruni Toni Vilander                         | Ferrari 4.5 L V8               | M     | 193   |
| 14       | LMP2      | 43 | Team SARD Morand          | Oliver Webb Pierre Ragues Chris Cumming               | Morgan LMP2 Evo                | D     | 193   |
| 14       | LMP2      | 43 | Team SARD Morand          | Oliver Webb Pierre Ragues Chris Cumming               | SARD 3.6 L V8                  | D     | 193   |
| 15       | LMGTE Pro | 92 | Porsche Team Manthey      | Patrick Pilet Frédéric Makowiecki                     | Porsche 911 RSR (991)          | M     | 192   |
| 15       | LMGTE Pro | 92 | Porsche Team Manthey      | Patrick Pilet Frédéric Makowiecki                     | Porsche 4.0 L Flat-6           | M     | 192   |
| 16       | LMGTE Pro | 71 | AF Corse                  | Davide Rigon James Calado                             | Ferrari 458 Italia GT2         | M     | 192   |
| 16       | LMGTE Pro | 71 | AF Corse                  | Davide Rigon James Calado                             | Ferrari 4.5 L V8               | M     | 192   |
| 17       | LMGTE Pro | 91 | Porsche Team Manthey      | Richard Lietz Michael Christensen                     | Porsche 911 RSR (991)          | M     | 192   |
| 17       | LMGTE Pro | 91 | Porsche Team Manthey      | Richard Lietz Michael Christensen                     | Porsche 4.0 L Flat-6           | M     | 192   |
| 18       | LMP2      | 42 | Strakka Racing            | Nick Leventis Jonny Kane Danny Watts                  | Gibson 015S                    | D     | 192   |
| 18       | LMP2      | 42 | Strakka Racing            | Nick Leventis Jonny Kane Danny Watts                  | Nissan VK45DE 4.5 L V8         | D     | 192   |
| 19       | LMGTE Pro | 95 | Aston Martin Racing       | Christoffer Nygaard Marco Sørensen                    | Aston Martin Vantage GTE       | M     | 191   |
| 19       | LMGTE Pro | 95 | Aston Martin Racing       | Christoffer Nygaard Marco Sørensen                    | Aston Martin 4.5 L V8          | M     | 191   |
| 20       | LMGTE Pro | 97 | Aston Martin Racing       | Darren Turner Jonathan Adam                           | Aston Martin Vantage GTE       | M     | 190   |
| 20       | LMGTE Pro | 97 | Aston Martin Racing       | Darren Turner Jonathan Adam                           | Aston Martin 4.5 L V8          | M     | 190   |
| 21       | LMGTE Pro | 99 | Aston Martin Racing V8    | Fernando Rees Alex MacDowall Stefan Mücke             | Aston Martin Vantage GTE       | M     | 190   |
| 21       | LMGTE Pro | 99 | Aston Martin Racing V8    | Fernando Rees Alex MacDowall Stefan Mücke             | Aston Martin 4.5 L V8          | M     | 190   |
| 22       | LMGTE Am  | 77 | Dempsey Racing-Proton     | Patrick Dempsey Patrick Long Marco Seefried           | Porsche 911 RSR (991)          | M     | 187   |
| 22       | LMGTE Am  | 77 | Dempsey Racing-Proton     | Patrick Dempsey Patrick Long Marco Seefried           | Porsche 4.0 L Flat-6           | M     | 187   |
| 23       | LMGTE Am  | 98 | Aston Martin Racing       | Paul Dalla Lana Pedro Lamy Mathias Lauda              | Aston Martin Vantage GTE       | M     | 187   |
| 23       | LMGTE Am  | 98 | Aston Martin Racing       | Paul Dalla Lana Pedro Lamy Mathias Lauda              | Aston Martin 4.5 L V8          | M     | 187   |
| 24       | LMGTE Am  | 83 | AF Corse                  | François Perrodo Emmanuel Collard Rui Águas           | Ferrari 458 Italia GT2         | M     | 186   |
| 24       | LMGTE Am  | 83 | AF Corse                  | François Perrodo Emmanuel Collard Rui Águas           | Ferrari 4.5 L V8               | M     | 186   |
| 25       | LMP2      | 31 | Extreme Speed Motorsports | Ed Brown Johannes van Overbeek Jon Fogarty            | Ligier JS P2                   | D     | 186   |
| 25       | LMP2      | 31 | Extreme Speed Motorsports | Ed Brown Johannes van Overbeek Jon Fogarty            | Honda HR28TT 2.8 L Turbo V6    | D     | 186   |
| 26       | LMGTE Am  | 50 | Larbre Compétition        | Gianluca Roda Paolo Ruberti Nicolai Sylvest           | Chevrolet Corvette C7.R        | M     | 185   |
| 26       | LMGTE Am  | 50 | Larbre Compétition        | Gianluca Roda Paolo Ruberti Nicolai Sylvest           | Chevrolet 5.5 L V8             | M     | 185   |
| 27       | LMGTE Am  | 88 | Abu Dhabi-Proton Racing   | Christian Ried Earl Bamber Khaled Al Qubaisi          | Porsche 911 RSR (991)          | M     | 185   |
| 27       | LMGTE Am  | 88 | Abu Dhabi-Proton Racing   | Christian Ried Earl Bamber Khaled Al Qubaisi          | Porsche 4.0 L Flat-6           | M     | 185   |
| 28       | LMGTE Am  | 72 | SMP Racing                | Viktor Shaytar Aleksey Basov Andrea Bertolini         | Ferrari 458 Italia GT2         | M     | 185   |
| 28       | LMGTE Am  | 72 | SMP Racing                | Viktor Shaytar Aleksey Basov Andrea Bertolini         | Ferrari 4.5 L V8               | M     | 185   |
| 29       | LMGTE Am  | 96 | Aston Martin Racing       | Liam Griffin Stuart Hall Francesco Castellacci        | Aston Martin Vantage GTE       | M     | 184   |
| 29       | LMGTE Am  | 96 | Aston Martin Racing       | Liam Griffin Stuart Hall Francesco Castellacci        | Aston Martin 4.5 L V8          | M     | 184   |
| 30       | LMP1      | 13 | Rebellion Racing          | Dominik Kraihamer Alexandre Imperatori Daniel Abt     | Rebellion R-One                | M     | 164   |
| 30       | LMP1      | 13 | Rebellion Racing          | Dominik Kraihamer Alexandre Imperatori Daniel Abt     | AER P60 2.4 L Turbo V6         | M     | 164   |
| Abd      | LMP2      | 47 | KCMG                      | Matthew Howson Richard Bradley Nick Tandy             | Oreca 05                       | D     | 192   |
| Abd      | LMP2      | 47 | KCMG                      | Matthew Howson Richard Bradley Nick Tandy             | Nissan VK45DE 4.5 L V8         | D     | 192   |